# Josef Prorok
Josef Prorok (Praga, 16 novembre 1987) è un ostacolista e velocista ceco.

## Palmarès
| Anno | Manifestazione    | Sede       | Evento      | Risultato  | Prestazione | Note             |
| ---- | ----------------- | ---------- | ----------- | ---------- | ----------- | ---------------- |
| 2006 | Mondiali juniores | Pechino    | 400 m hs    | Semifinale | 52"29       |                  |
| 2006 | Mondiali juniores | Pechino    | 4×400 m     | Batteria   | 3'08"69     |                  |
| 2007 | Europei under 23  | Debrecen   | 400 m hs    | Batteria   | 51"16       |                  |
| 2009 | Europei under 23  | Kaunas     | 400 m hs    | 8º         | 51"02       |                  |
| 2010 | Mondiali indoor   | Doha       | 4×400 m     | Batteria   | 3'09"76     |                  |
| 2010 | Europei           | Barcellona | 400 m hs    | 6º         | 46"68       |                  |
| 2012 | Mondiali indoor   | Istanbul   | 4×400 m     | Batteria   | 3'09"46     |                  |
| 2012 | Europei           | Helsinki   | 4×400 m     | 5º         | 3'02"72     | Record nazionale |
| 2013 | Europei indoor    | Göteborg   | 400 m piani | Batteria   | 48"45       |                  |
| 2013 | Europei indoor    | Göteborg   | 4×400 m     | Bronzo     | 3'06"96     |                  |